# NGC 154
NGC 154 је елиптична галаксија у сазвежђу Кит која се налази на NGC листи објеката дубоког неба.
Деклинација објекта је - 12° 39' 21" а ректасцензија 0h 34m 19,4s. Привидна величина (магнитуда) објекта NGC 154 износи 14,0 а фотографска магнитуда 15,0. NGC 154 је још познат и под ознакама MCG -2-2-53, NPM1G -12.0023, PGC 2058.